# Macreuse noire
Melanitta nigra
Vous lisez un « bon article » labellisé en 2011.
Espèce
Statut de conservation UICN

 LC  : Préoccupation mineure

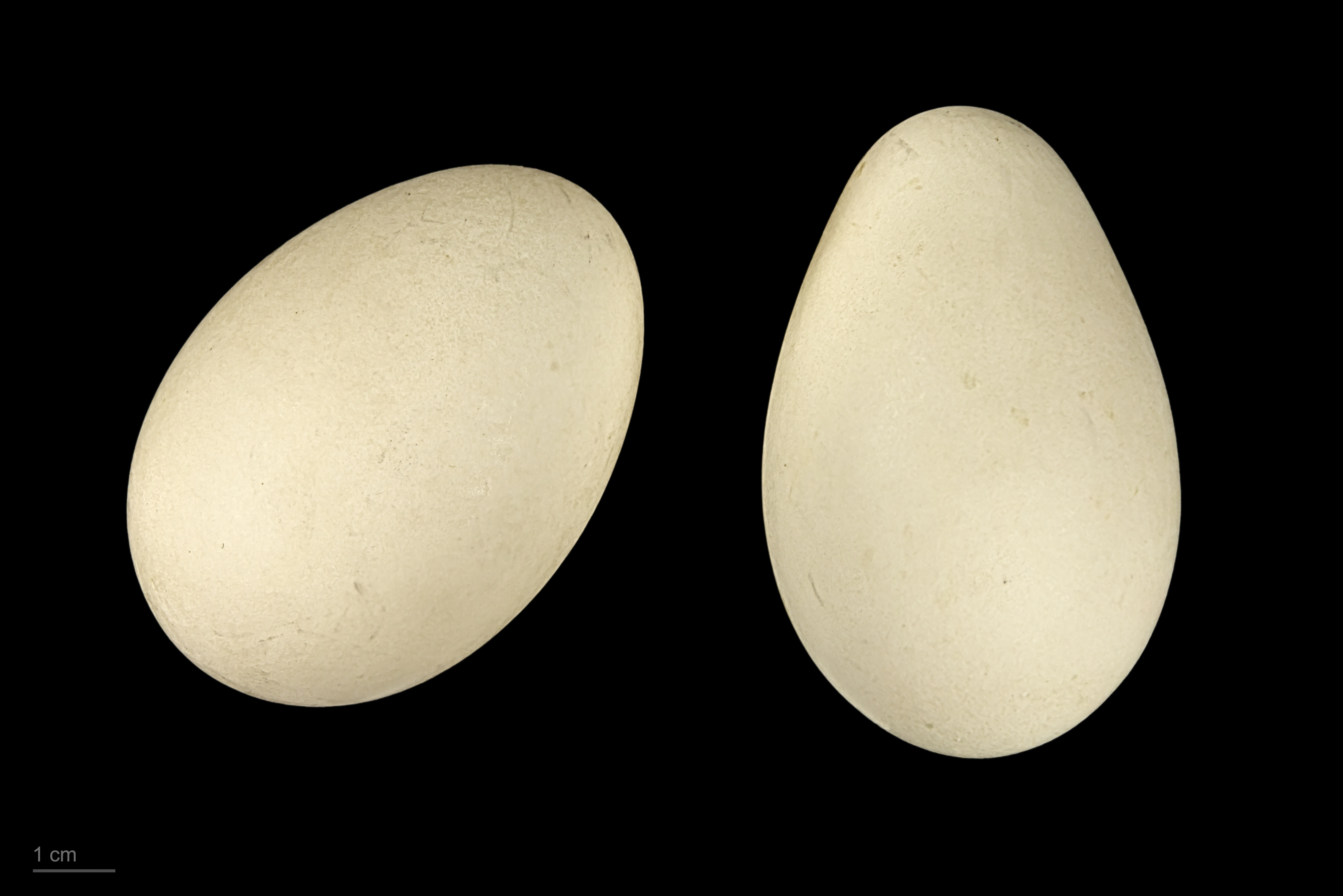
Deux œufs de Macreuse noire - MHNT.

La Macreuse noire (Melanitta nigra) est une espèce de canards plongeurs marins de la famille des anatidés. Le dimorphisme sexuel est prononcé chez cet oiseau, le mâle étant entièrement noir, avec une tache jaune orangé sur le bec, la femelle et les jeunes sont brun clair, avec les côtés du cou et de la tête plus pâles. La Macreuse noire habite le Nord de l'Europe et de l'Asie ; les populations américaines ont évolué vers une espèce désormais considérée comme séparée, appelée Macreuse à bec jaune (Melanitta americana).
La Macreuse noire hiverne en bandes et revient en mai sur ses aires de nidification où elle se reproduit sur les lacs, dans les roselières ou dans la toundra. La ponte compte cinq à huit œufs, couvés par la seule femelle, qui s'occupe également seule de ses canetons durant plusieurs semaines après leur naissance. La Macreuse noire plonge pour se nourrir. Son alimentation comprend principalement divers invertébrés où sont prédominants crustacés et mollusques, ainsi que vers et insectes, régime parfois complété à l'aide de petites pousses végétales ou de plantes aquatiques.
Les effectifs importants des populations de cet oiseau et sa vaste aire de répartition font d'elle une espèce peu menacée.

## Étymologie et dénomination
L'appellation de « macreuse » provient de « macrolle », désignant la foulque noire aujourd'hui appelée Foulque macroule, et qui aurait subi une substitution de suffixe au XVIIe siècle. « Macrolle » viendrait lui-même du frison markol ou du néerlandais septentrional meerkol, appellations désignant diverses poules d'eau. Par la suite le terme « macreuse » servira à désigner en boucherie des pièces de viande maigre par analogie avec la chair pauvre du canard. Les chasseurs la nomment parfois, comme d'autres macreuses, « grisette » ou « bizette ». Au XVIe siècle av. J.-C., Pierre Belon la décrit aussi sous le nom de « diable de mer »,. Son nom vernaculaire de « Macreuse noire » est toujours utilisé pour désigner la Macreuse à bec jaune dont elle a été récemment séparée, mais la Commission internationale des noms français des oiseaux (CINFO) en fait un nom normalisé propre à l'espèce. Le nom du genre, Melanitta vient du grec ancien μέλας [mɛlas] signifiant « noir » tout comme la dénomination spécifique nigra, empruntée quant à elle au latin niger.

## Description

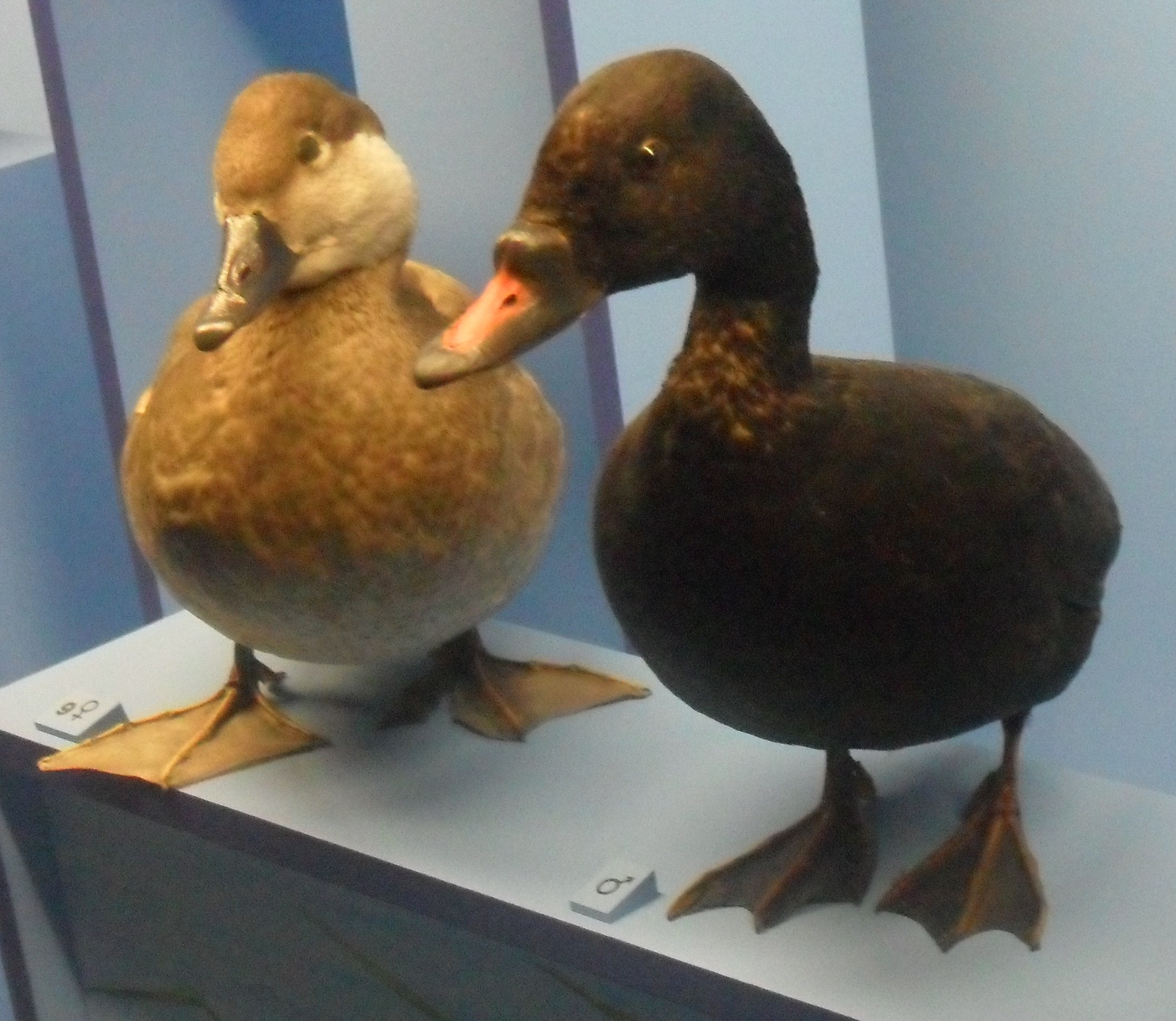
Couple de Macreuses noires naturalisé au Muséum d'histoire naturelle de Genève.

Ce canard marin mesure généralement de 44 à 54 centimètres de longueur. Il présente un net dimorphisme sexuel.
Le plumage du mâle est entièrement noir brillant à l'exception du dessous des rémiges et du ventre, noirs également mais ternes. Son bec est noir avec une protubérance à la base (qui n'atteint sa taille définitive que vers trois ans) et une tache jaune orangé sur la mandibule supérieure. Ses pattes sont brun noir et ses iris brun rougeâtre. Le mâle mue des plumes de la tête et du corps en juillet, et des ailes et de la queue en septembre et octobre. La mue partielle s’imbrique dans cette mue complète puisqu’elle se déroule entre septembre et mai.
La femelle présente un plumage brun, plus foncé sur le dessus de la tête. Les joues, la gorge et les côtés du cou sont brun grisâtre très clair, tirant même sur le blanchâtre. La poitrine et le ventre sont brun clair. Le bec est noir ou verdâtre sombre, parfois marqué de jaune orangé. Il est un peu renflé à la base chez la femelle âgée. Comme chez le mâle, la mue complète se déroule de juillet à octobre mais la mue partielle n'a lieu qu'en avril.
|                  | Aile pliée (mm) | Queue (mm) | Bec (mm) | Tarse (mm) | Longueur (cm) | Envergure (cm) | Masse (g)   |
| Maximum          | 247             | 103        | 51       | 48         | 54            | 85             | 1 610       |
| Minimum          | 206             | 62         | 41       | 41         | 40            | 73             | 600         |
| Mâle adulte      | 224 à 247       | 82 à 103   | 43 à 51  | 43 à 48    |               |                | 960 à 1 610 |
| Femelle adulte   | 216 à 239       | 68 à 84    | 41 à 46  | 41 à 46    |               |                | 915 à 1 270 |
| Mâle juvénile    | 217 à 241       | 71 à 82    |          |            |               |                | 710 à 1 380 |
| Femelle juvénile | 206 à 226       | 62 à 73    |          |            |               |                | 600 à 1 227 |

Le juvénile ressemble beaucoup à la femelle adulte, mais est brun plus pâle dessus et plus blanc dessous avec une petite tache jaune orangé autour des narines chez le mâle. Toujours chez celui-ci, la forme et la couleur du bec se modifient pour ressembler à celles de l'adulte à partir de la fin du premier hiver. La mue partielle se déroule de décembre au printemps. Le jeune mâle acquiert progressivement des plumes noires.
Chez le mâle, la dixième rémige primaire a le vexille interne fortement rétréci dans sa partie supérieure (la largeur de la plume étant ainsi réduite environ de moitié), fait expliquant la production d'un sifflement aigu lorsque l'oiseau vole, souvent audible lors des migrations. Ce rétrécissement est nettement plus faible chez la femelle.

## Écologie et comportement

### Locomotion
La Macreuse noire nage le plus souvent avec le cou rentré dans les épaules et la queue courte redressée en pointe. Dérangée, elle dresse le cou et s'immerge presque entièrement.
Elle plonge fréquemment jusqu'à deux mètres de profondeur, parfois jusqu'à 10 ou 20 mètres (maximum 30 mètres). La durée des plongées varie de 18 à 30 secondes, parfois jusqu'à 60 secondes. Les ailes sont collées au corps pendant la plongée. Elle pourrait de temps à autre les tenir écartées, comportement classique chez la Macreuse à front blanc.
En mer, les individus volent le plus souvent en grandes formations à faible altitude (assez souvent à un ou deux mètres seulement) et profitent ainsi de l'« effet de sol » qui permet d'économiser jusqu'à 20 % de l'énergie dépensée, la traînée étant réduite, mais au-dessus des terres l'altitude de vol est nettement plus élevée.

### Vocalisations
Cette espèce est généralement silencieuse en dehors de la période de reproduction. Lors des parades, le cri du mâle est un son de cloche aigu et flûté en cour-li, la femelle produit des sons grinçants mais aussi des grognements rauques. Au début de la saison de reproduction et les nuits de migrations, les oiseaux peuvent émettre un appel en guiv-guiv. Outre leur distribution géographique, les vocalisations peuvent servir à distinguer la Macreuse noire de la Macreuse à bec jaune.

### Reproduction

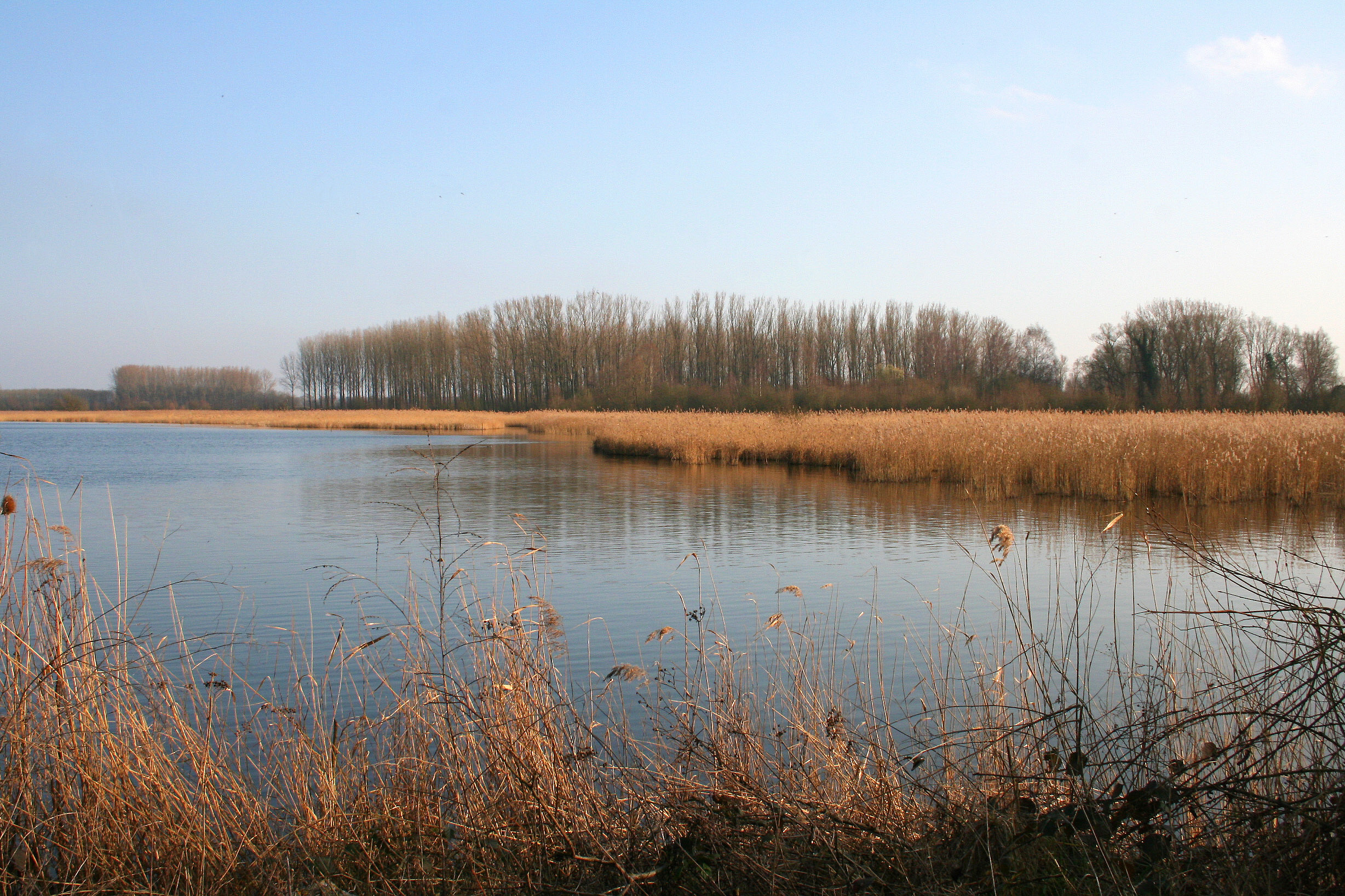
Roselière à Harchies (Belgique), un type d'habitat très ouvert susceptible d'habiter la Macreuse noire lors des migrations.

La Macreuse noire est une espèce monogame. Comme chez de nombreuses espèces appartenant à la famille des anatidés, les premières parades nuptiales se déroulent sur les lieux d'hivernage et comportent des attitudes correspondant aux activités de toilette. Le mâle se dresse sur l'eau, déploie ses ailes et secoue les plumes de son dos. Il simule le lissage des rémiges et secoue fréquemment la tête. Il feint également des agressions sur d'autres individus en nageant le dos très voûté, le cou rentré, le bec tenu horizontalement, faisant jaillir l'eau derrière lui avec ses pattes et s'arrêtant brusquement. Les couples ne sont stables qu'à partir du printemps.
Le retour sur les zones de nidification se fait en mai. La Macreuse noire niche sur les lacs, les roselières ou les toundras. Le nid est généralement bien caché dans la végétation épaisse et bien souvent situé sous des arbustes, parfois dans une dépression naturelle. Il est construit par la femelle seule avec des herbes, des mousses, des lichens et du duvet. Entre fin mai et juin, la femelle pond six à huit œufs en Russie d'Europe et neuf ou dix en Islande (quatre et onze constituant les valeurs extrêmes, au-delà il s'agit probablement de pontes déposées par deux femelles). De forme ovale, ces œufs présentent une teinte crème à chamois. Ils mesurent en moyenne 66 × 45 millimètres (valeurs extrêmes 59 à 72 millimètres × 41,3 à 47,7 millimètres). La femelle n'effectue qu'une seule ponte. En cas de destruction de celle-ci, son remplacement n'est réalisé que dans 30 % des cas environ.
La femelle couve seule durant 27 à 31 jours, le mâle l'abandonnant rapidement. Lorsqu'elle quitte le nid, par exemple pour s'alimenter, elle recouvre les œufs de duvet. Comme l'incubation commence avec la ponte du dernier œuf, l'éclosion est synchronisée. Les coquilles demeurent dans le nid que les poussins quittent rapidement. Ils se nourrissent eux-mêmes mais sont protégés par la femelle sous laquelle ils se réfugient la nuit pendant quelque temps. Elle reste près de ses canetons et les accompagne à l'eau durant six à sept semaines, puis ceux-ci deviennent indépendants, tout en restant groupés. Leur plumage complet met 45 à 50 jours à s'établir ; ils effectuent leur première reproduction vers l'âge de deux ou trois ans.

### Prédateurs et longévité
Les prédateurs les mieux connus de la Macreuse noire sont le Pygargue à queue blanche en Norvège, ainsi que l'Autour des palombes et le Faucon pèlerin en Allemagne (île de Rügen). La longévité maximale reconnue est celle d'un individu bagué trouvé mort en Islande à 16 ans et 9 mois.

### Alimentation

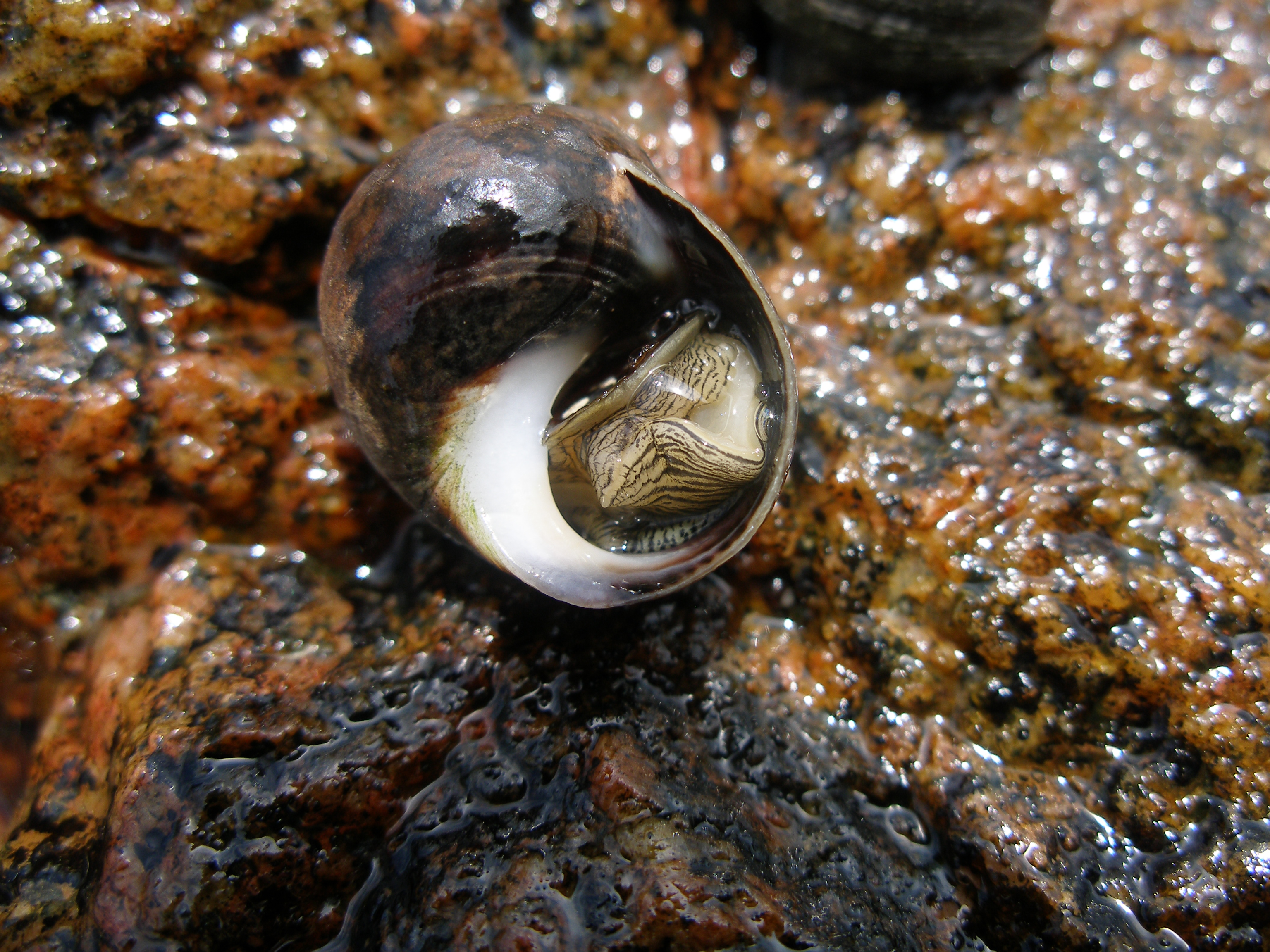
Le bigorneau (Littorina littorea) est l'un des nombreux mollusques consommés par la Macreuse noire.

La Macreuse noire puise sa nourriture principalement sous l'eau : elle peut plonger jusqu'à six mètres de profondeur pour se nourrir de mollusques, crustacés, vers, insectes aquatiques et leurs larves. Elle peut aussi consommer des végétaux (pousses vertes, plantes aquatiques…).
En mer et dans les eaux saumâtres, elle consomme essentiellement des mollusques, en particulier des moules Mytilus edulis (jusqu’à 40 mm), mais aussi quelques coques Cerastoderma (jusqu’à 40 mm également), Mya, Spisula, d’autres lamellibranches (Venus, Tellina, Macoma, Solen, Venerupis, Arctica, Nucula et Hiatella) et des gastéropodes (Nassarius reticulatus, bigorneaux Littorina et hydrobies Hydrobia). Par exemple, sur le littoral augeron (Normandie), la Macreuse noire consomme surtout les mollusques Donax vittatus, Nucula turgida, Natica alderi et Cerastoderma edule. Occasionnellement la Macreuse noire prélève des crustacés, particulièrement des isopodes (Idotea), des amphipodes (Gammarus) et de petits crabes (Carcinus). Son régime comprend également de manière marginale des annélides polychètes et des échinodermes.
En eau douce, cet oiseau consomme des mollusques, essentiellement des moules du genre Anodonta et des limnées Lymnaea, des imagos et des larves d'insectes, des annélides, de petits poissons et leurs œufs, des racines, des tubercules et des graines.
En Islande, l'été, la Macreuse noire prélève des larves de chironomes, des limnées, des œufs de poissons, des graines de potamots et des crustacés cladocères. Sur le lac Mývatn, les jeunes poussins se nourrissent surtout d'insectes adultes mais avalent aussi des graines surtout de potamots (Potamogeton). Plus âgés, ils consomment essentiellement des larves de chironomes et quelques cladocères.

## Répartition et habitat

### Distribution géographique

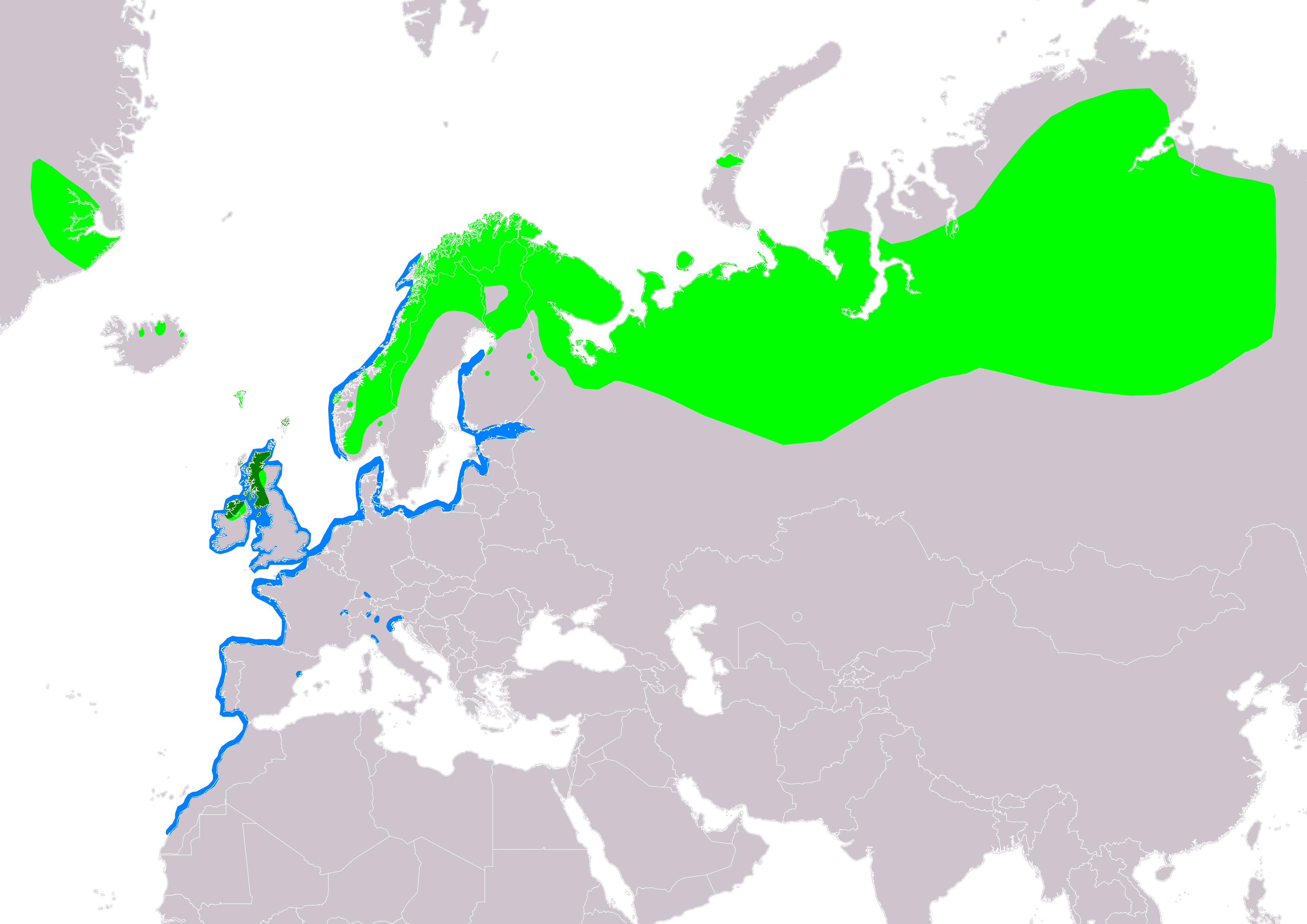
Vert foncé : résident permanent ;
vert clair : oiseau nicheur ;
bleu : hivernage.

La Macreuse noire se reproduit essentiellement du Sud de la Norvège au Nord de l'Asie jusqu'à la Léna. Elle est en régression en Finlande (500 couples) avec notamment le recul vers le nord de la limite méridionale de nidification. Plus à l'ouest, cet oiseau est moins répandu : Écosse (reproduction à partir de 1855, peut-être avant, 30 couples en 1974), Irlande (reproduction à partir de 1905, 70 à 200 couples de 1966 à 1974), Islande (500 couples en 1975). Des cas de reproduction ont également été enregistrés au Spitzberg (notamment en 1905, 1963 et 1965) et aux Féroé.
Cet oiseau est accidentel en Hongrie, Autriche, Suisse, Italie, ex-Yougoslavie, Grèce, Roumanie, Bulgarie, Turquie, Libye, Algérie, au Koweït, à Chypre, Malte, Madère, aux Açores et aux Canaries.

### Habitat

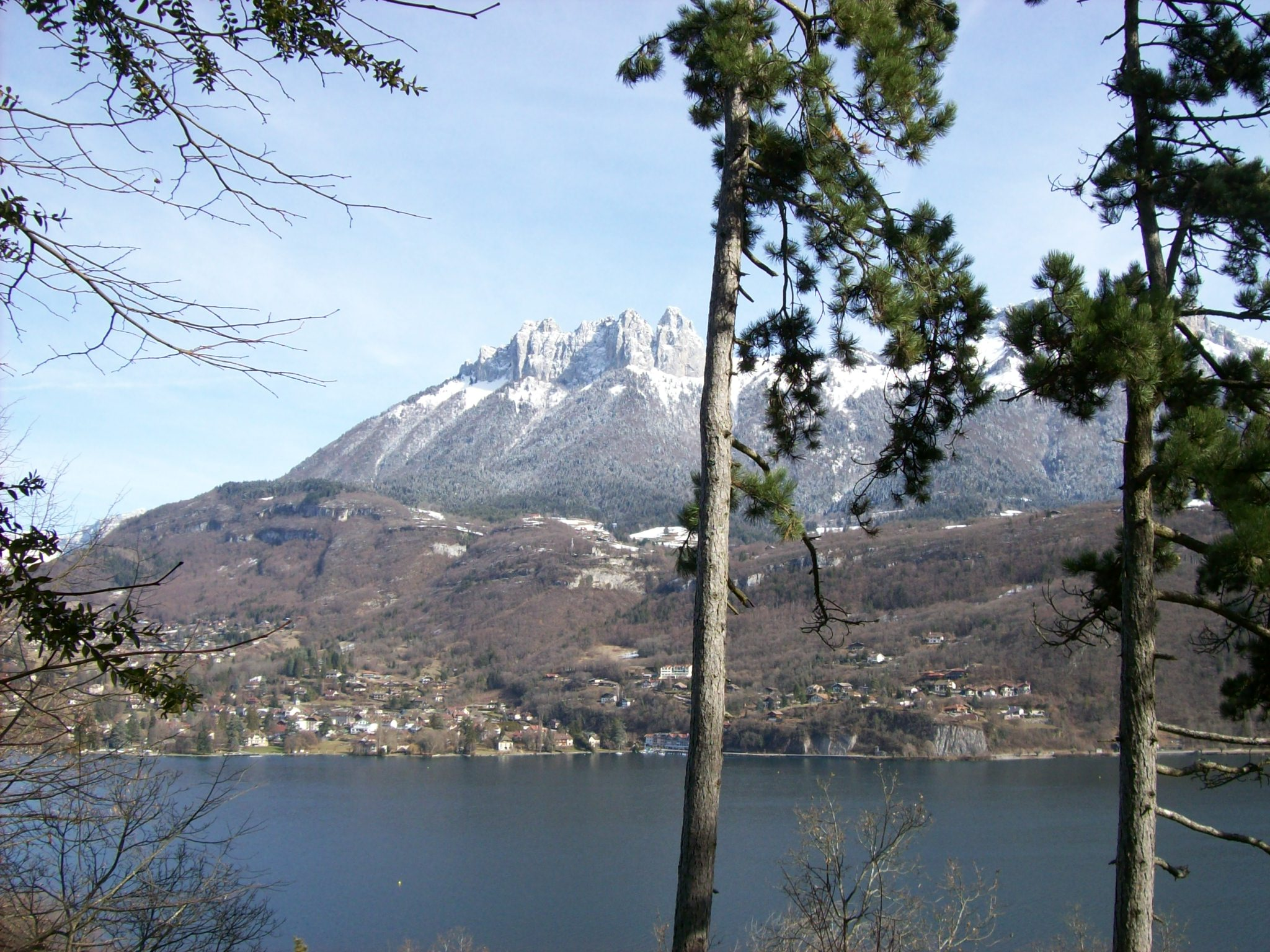
Un lac de montagne, le lac d'Annecy, sur lequel la Macreuse noire hiverne parfois.

En période de reproduction dans les régions arctiques et boréales, la Macreuse noire fréquente une très grande variété de milieux : les lacs, les cours d'eau lents, les marais de la toundra, la toundra boisée et la taïga, les landes (notamment celles à bruyères) au bord des petits lacs de montagne.
Durant la période de la mue lorsqu'ils ne peuvent voler, les oiseaux stationnent en bandes, souvent en dehors des aires de reproduction, sur de grands lacs ou en mer.
En migration et en hivernage, la Macreuse noire stationne essentiellement en mer et de manière moindre sur les grands lacs où elle est plus irrégulière et moins abondante que la Macreuse brune. Elle se repose et s'alimente en groupes généralement de 500 mètres à deux kilomètres du littoral dans des zones où la profondeur n'excède pas 10 à 20 mètres et où la nourriture animale est abondante et accessible. Dans de telles conditions, les oiseaux acceptent l'exposition aux vagues violentes et aux courants rapides mais les côtes les plus rocheuses ne sont souvent pas très favorables aux stationnements.

### Migrations et hivernage
La Macreuse noire est un oiseau essentiellement migrateur bien que de petites populations ne se déplacent peut-être qu'à faible distance.
Comme de nombreuses espèces européennes d'anatidés, la Macreuse noire effectue des migrations de mue. Entre fin juin et mi-août, de nombreux individus (environ 150 000) muent dans les eaux danoises : il s'agit essentiellement d'immatures et de mâles adultes (seulement 10 % de femelles). À la même période, la baie du mont Saint-Michel héberge plus de 20 000 mâles adultes. D'autres oiseaux muent également en mer en Écosse et en Irlande tandis qu'en Islande, ils le font sur les lacs. Généralement, les femelles adultes rejoignent ces groupes à la fin du mois de septembre.

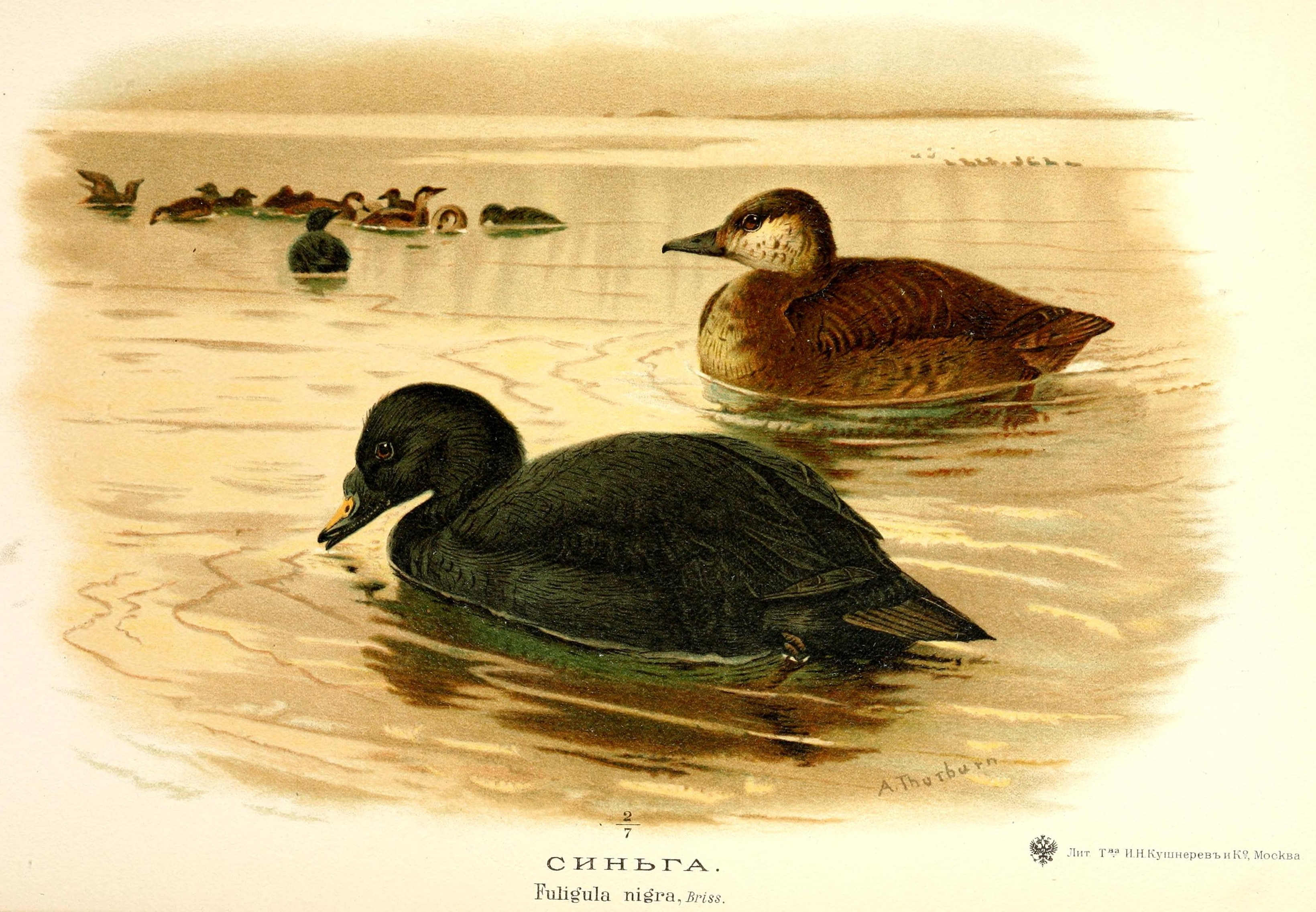
Dessin de 1902 représentant un groupe de Macreuses noires, avec un couple au premier plan.

Les nicheurs islandais hivernent dans les eaux irlandaises et britanniques, et le long des côtes atlantiques de la France jusqu'au Portugal, avec une reprise (nouvelle capture d'un oiseau bagué ailleurs) connue aux Açores. Les mouvements des petites populations irlandaises et britanniques sont méconnus mais les lacs où l'espèce se reproduit sont désertés. Les nicheurs de Norvège semblent hiverner dans les eaux de ce pays au nord jusqu'aux îles Lofoten. Ceux de Russie arctique migrent entre l'ouest et l'ouest-sud-ouest de l'océan Arctique vers la mer Blanche, survolent les terres à travers le Nord de la Russie (surtout Carélie et région de Saint-Pétersbourg) vers le golfe de Finlande. Ils hivernent dans la Baltique à partir de l'Estonie, en mer du Nord, dans la Manche et dans l'océan Atlantique jusqu'au Nord-Ouest de la péninsule Ibérique. Cette zone d'hivernage est également utilisée par les nicheurs de Finlande et de Suède. Des migrateurs en vol vers le sud sont notés le long de la côte atlantique du Maroc de fin septembre à début novembre (jusqu'à 3 900 individus en un seul jour), mais les groupes hivernant dans ce pays ne dépassent pas 500 individus ; seuls de faibles effectifs atteignent le banc d'Arguin en Mauritanie et l'espèce n'est pas rencontrée plus au sud. La Macreuse noire est généralement rare en Méditerranée.

## Taxinomie

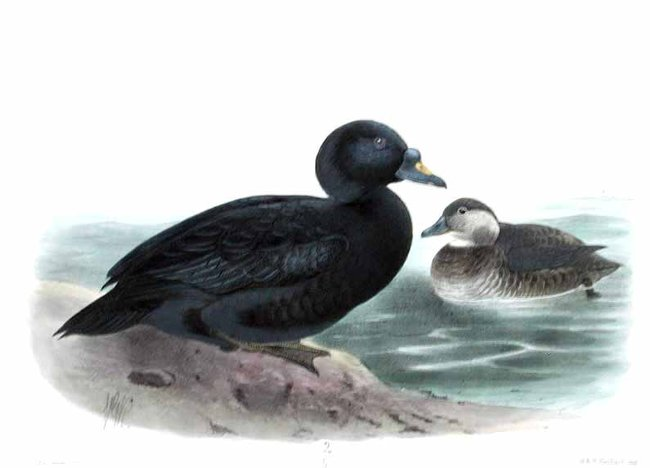
Couple de Macreuses noires par Henry Eeles Dresser.

L'espèce fut décrite par Carl von Linné en 1758 sous le protonyme de Anas nigra,. Elle est déplacée vers le genre Melanitta par Heinrich Boie en 1822. Deux sous-espèces sont longtemps distinguées : M. n. nigra, la Macreuse noire « vraie » et M. n. americana, dorénavant élevée au rang d'espèce sous le nom de Macreuse à bec jaune ou Macreuse américaine (Melanitta americana). Depuis lors l'espèce est considérée comme monotypique et forme avec M. americana le sous-genre Oidemia.

## La Macreuse noire et l'Homme

### Menaces et conservation
L'espèce bénéficiant d'une large distribution géographique et de nombreux effectifs, l'UICN la considère comme espèce de préoccupation mineure (LC). La population d'Europe était estimée en 1977 comme forte de 130 000 individus, pour la majorité dans la mer Baltique et 20 000 oiseaux au Royaume-Uni. En 2002, on estimait la population hivernant dans l'Ouest de l'Europe forte de 800 000 oiseaux. En France, on estime la population proche de 30 000 individus, sachant que 15 000 à 20 000 macreuses hivernent chaque année dans le seul estuaire de la Gironde. En 2003, une population de 50 000 individus a été trouvée à Shell Flat, dans le Lancashire, où un parc éolien devait être construit. Des estimations faites par BirdLife International donnaient une population mondiale (regroupant Macreuses noires et Macreuses à bec jaune) comprise entre 2 100 000 et 2 400 000 individus pour une répartition couvrant près de 8 300 000 km2, soit une superficie comparable à celle du Brésil.
L'espèce peut être chassée dans certains pays, par exemple en France où les effectifs sont jugés stables. La principale menace planant sur l'espèce est la pollution marine : en 1996, le naufrage du pétrolier MV Sea Empress cause une marée noire au Pays de Galles, tuant un tiers de la population locale de l'espèce.
Depuis 2007, la Direction régionale de l'environnement, de l'aménagement et du logement cofinance avec l'Agence des aires marines protégées et parcs naturels marins et le Fonds européen pour la pêche un programme sur l’analyse des causes de la chute des effectifs hivernants de macreuses noires en Normandie.